# Латентна злочинність
Латентна злочинність — частина злочинності, яка з різних причин не знаходить відображення у державному обліку вчинених злочинів і осіб, які їх вчинили. Це так звана «темна» (або прихована) частина злочинності — термін, який використовується кримінологами та соціологами для опису кількості незареєстрованих або нерозкритих злочинів.